# دونالد باستروم

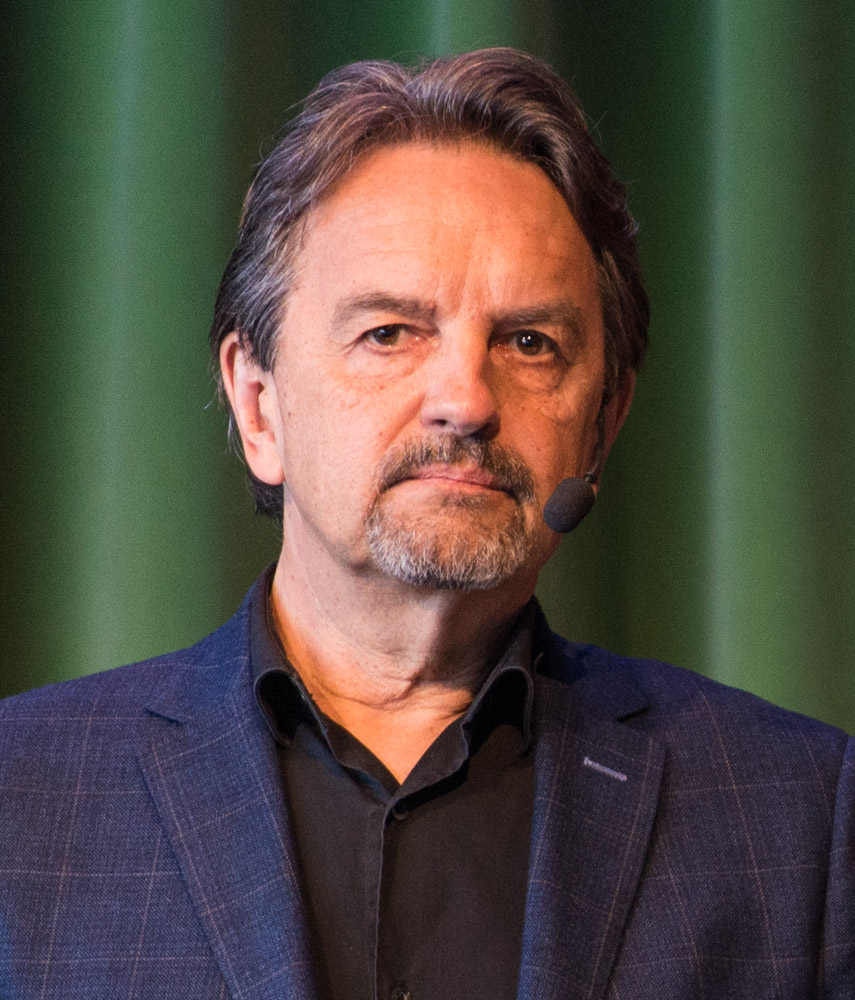
کارل دونالد باستروم، روزنامه‌نگار سوئدی - ۲۰۱۵

کارل دونالد باستروم روزنامه‌نگار، عکاس و نویسنده سوئدی است که شهرتش بیشتر به خاطر نوشته‌ها و عکس‌هایش در مورد نزاع اسرائیل و فلسطین می‌باشد.